# Miguel Ángel Villarroya

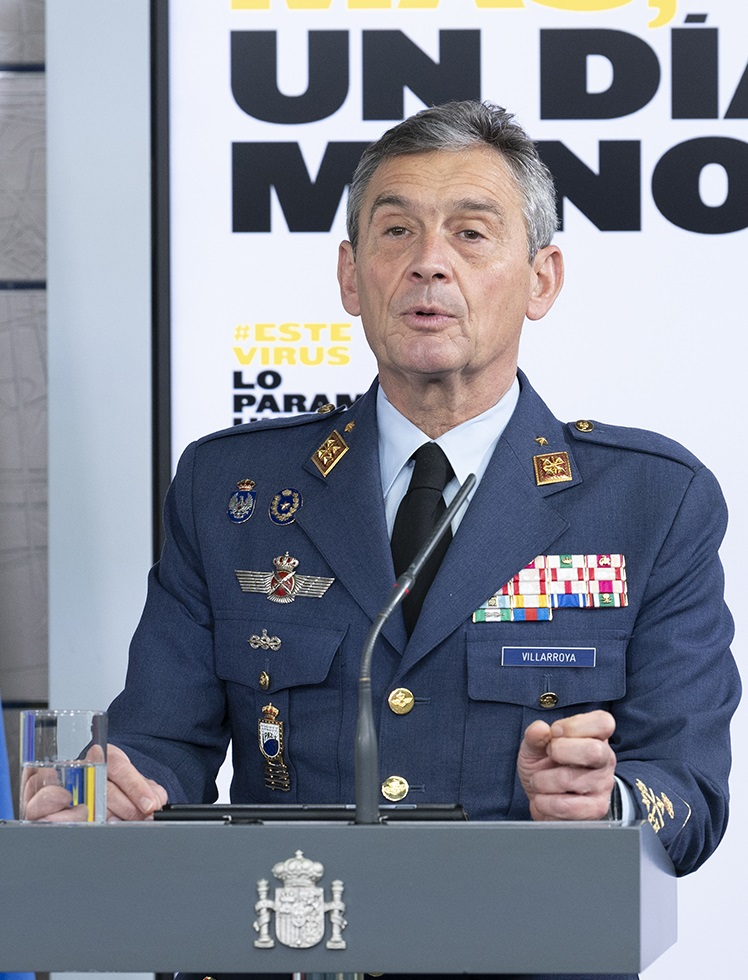
Miguel Ángel Villarroya, 2020

Miguel Ángel Villarroya (* 15. Mai 1957 in La Galera) ist ein spanischer General und war von 2020 bis zu seinem Rücktritt am 23. Januar 2021 Generalstabschef der spanischen Streitkräfte.

## Leben
Miguel Villarroya wurde 1957 in La Galera, in der Provinz Tarragona, geboren. Er erhielt seine Fluglizenz mit 17 Jahren. Mit 18 Jahren trat er der  General Air Force Academy in San Javier bei und startete ein militär Studium dort. Dort erlangte er im Jahr 1980 den Rang eines Leutnants. In seinem Amt als Kampfpilot hat er 9000 und 800 Stunden Flug absolviert. Nach dem Studium 1980 verließ er die Akademie und trat der Matacán Schools Group an der Matacán Air Force Basis bei.

### Militärische Laufbahn
Villarroya trat 1975 in die Akademie der Spanischen Luftstreitkräfte ein und schloss diese 1980 als Leutnant ab. Nach seiner Ausbildung diente er zunächst als Pilot auf der Lockheed C-130 (T-10) bei der 31. Luftwaffeneinheit. 1983 wurde er zum Hauptmann, 1989 zum Major befördert und blieb in dieser Zeit weiterhin in der 31. Luftwaffeneinheit tätig.
1996 wechselte Villarroya zum Hauptquartier des Operativen Luftwaffenkommandos und wurde 1998 zum Oberstleutnant befördert. Im Jahr 2000 wurde er zur 45. Luftwaffeneinheit versetzt und 2005 zu deren Kommandeur ernannt; im selben Jahr erfolgte die Beförderung zum Oberst.
Im Januar 2011 wurde er zum Brigadegeneral befördert und wechselte in den Stab der Luftwaffe. Ein Jahr später wechselte er zu European Air Group, wo er in den nächsten Jahren verschiedene Aufgaben übernahm und zum Generalmajor befördert wurde. Im Jahr 2015 wurde er Befehlshaber des Luftwaffenkommandos der Kanarischen Inseln. Im April 2017 wurde er zum Generalleutnant befördert und wechselte ins Verteidigungsministerium.
Am 14. Januar 2020 wurde Villarroya, als Nachfolger von Fernando Alejandre Martínez, zum Generalstabschef der spanischen Streitkräfte ernannt. Damit verbunden war die Beförderung in den Rang eines Viersternegenerals.
Nachdem bekannt wurde, dass General Villarroya früher als durch den Impfplan vorgesehen gegen SARS-CoV-2 geimpft wurde, bot er am 23. Januar 2021 der spanischen Verteidigungsministerin Margarita Robles seinen Rücktritt an, um dem Ansehen des Militärs keinen Schaden zuzufügen. Margarita Robles nahm den Rücktritt des Generals am 23. Januar 2021 an.
Während seiner Dienstzeit absolvierte General Villarroya mehr als 9800 Flugstunden und wurde u. a. mit verschiedenen Stufen des spanischen Militär-Verdienstorden ausgezeichnet.

### Privates
Miguel Ángel Villarroya ist verheiratet und Vater von zwei Kindern sowie dreifacher Großvater. Neben Spanisch spricht er auch fließend Englisch. Er erhielt seine Fluglizenz mit 17 Jahren.